# Hotelschule
Hotelschulen sind auf das Gastgewerbe, das Hotelgewerbe und die Gastronomie spezialisierte Weiterbildungseinrichtungen. Sie sind nicht zu verwechseln mit staatlich anerkannten Hotelfachschulen. Die Anerkennung von Hotelschulen kann hingegen in Form von AZWV-Trägerzertifizierungen erfolgen, die als Voraussetzung für finanzielle Förderung von Aus- und Weiterbildung durch die Arge oder die Agentur für Arbeit verpflichtend sind. 
An Hotelschulen werden u. a. modulare Fortbildungen, IHK Aufstiegsfortbildungen, Spezialfortbildungen und Umschulungen der gastgewerblichen Berufe angeboten.

## Aufstiegsfortbildungen an der Hotelschule
Voraussetzung für den Erwerb eines IHK Abschlusses im Rahmen einer Aufstiegsfortbildung an einer Hotelschule sind ein gastronomischer Berufsabschluss sowie anschließender mehrjähriger Berufserfahrung bzw. ohne Berufsabschluss aber mit langjähriger Berufserfahrung. Näheres dazu findet man in den Rahmenplänen der IHK
- Küchenmeister
- Diätkoch
- Barmeister
- Barmixer
- Restaurantmeister
- Hauswirtschaftsmeister
- Fachwirt im Gastgewerbe

## Spezielle Fortbildungen an der Hotelschule
Sind Fortbildungen wie
- Pâtisserie und Zuckerartistiken
- Biokoch
- Showkeeping an der Bar

Der Teilnehmer erlernt hierbei Spezialkenntnisse die in keiner eigenständigen Aufstiegs- und Weiterbildung angeboten werden. Finanziert werden können die Fortbildungen über Bildungsgutscheine wenn es sich um AZWV zertifizierte Kurse handelt.

## Modulare Fortbildungen an der Hotelschule
Sie dienen dem Festigen und Erweitern von Kenntnissen in der Gastronomie und beinhalten keinen Berufsabschluss. Sie sollen den Berufswiedereinstieg am Arbeitsmarkt für den Teilnehmer erleichtern. Die Hotelschule bietet den Teilnehmern Qualifizierung nach abgesteckten Modulen an. Sie werden von der Arge und Agentur für Arbeit durch Bildungsgutscheine finanziert und müssen von der Hotelschule AZWV zertifiziert sein. Modulare Fortbildungen werden zumeist in der Küche, im Restaurant und im Housekeeping angeboten.

## Umschulungen
Umschulungen an der Hotelschule dienen zum Erlernen eines der Grundberufe des Gastgewerbes wie
- Hotelfachmann
- Koch
- Restaurantfachmann

Sie können ebenso von der Arge und Agentur für Arbeit durch Bildungsgutscheine finanziert werden.

## Finanzielle Fördermöglichkeiten
Fortbildungen bzw. Aufstiegsfortbildungen müssen grundsätzlich durch den Teilnehmer selbst finanziert werden. 
Folgende Fördermöglichkeiten können vom Teilnehmer in Anspruch genommen werden:
- Ausgewählte Hotelschulen[2] nehmen Gutscheine zur Bildungsprämie an, über die 50 % der Weiterbildungskosten und bis zu 500 € jährlich über das BMBF gefördert werden können.
- Sofern die Fortbildung durch die Hotelschule AZWV-zertifiziert wurde, erfüllt sie damit die formalen Voraussetzungen zur finanziellen Förderung durch die Agentur für Arbeit über einen Bildungsgutschein.
- Küchentechnische Fortbildungen können über die Walter- und Margarethe-Müller Stiftung, Hamburg, für engagierte und in Festanstellung befindliche Köche auf Antrag gefördert werden. Anträge auf Förderung sind grundsätzlich vom Teilnehmer selbst zu stellen. Eine Förderbewilligung wird individuell im Einzelfall entschieden. Einen Rechtsanspruch auf Förderung besteht nicht.
- Aufstiegsfortbildungen können über das Meister-BAföG werden
- Landesspezifizische Förderungen über einen Bildungsscheck. Diese Förderung ist unter anderem in Nordrhein-Westfalen, Mecklenburg-Vorpommern und Brandenburg gesetzlich verankert.

## Hotelschulen in Deutschland
- Hotelschule Rostock
- Hotelschule Hamburg
- Hotelschule Berlin
- Hotelschule Dresden